# News? No News!
News? No News! ist ein Jazzalbum von The Ullmann/Swell 4 um Gebhard Ullmann und Steve Swell. Die am 11. Juni 2008 in New York City entstandenen Aufnahmen erschienen 2010 auf dem Label Jazzwerkstatt.

## Hintergrund
Die internationale Partnerschaft des deutschen Multiinstrumentalisten Gebhard Ullmann und des New Yorker Posaunisten Steve Swell besteht seit 2004, als sie als Co-Leiter eines Quartetts erstmals gemeinsam Aufnahmen machten: Desert Songs and Other Landscapes (CIMP, 2004) – im selben Jahr schloss sich Swell Ullmanns Ensemble Basement Research an. Das Ullmann-Swell-Quartett nahm in der Folge die Alben We’re Playing in Here? und Live in Montreal auf (die jedoch erst 2022 bzw. 2010 erschienen), schließlich als Studiotermin für das deutsche Label Jazzwerkstatt, News? No News! Mit dem Saxofonisten und Bassklarinettisten Gebhard Ullmann spielten drei Amerikaner, der Posaunist Steve Swell, der Bassist Hilliard Greene und der Schlagzeuger Barry Altschul.

## Titelliste
- The Ullmann/Swell 4: News? No News! (Jazzwerkstatt jw 068)[1]

1. More Hello (Swell) 5:18
2. New York 5:50 (Ullmann) 7:03
3. Composite #1 (Swell) 9:45
4. Kleine Figuren #2 (Ullmann) 5:22
5. Planet Hopping on a Thursday Afternoon (Swell) 7:03
6. GPS #1 (Altschul, Ullmann, Greene, Swell) 5:26
7. News? No News! (Ullmann) 7:58
8. GPS #2 (Altschul, Ullmann, Greene, Swell) 3:26
9. Berlin 9:35 (Ullmann) 7:38
10. Airtight (Swell) 10:01

## Rezeption

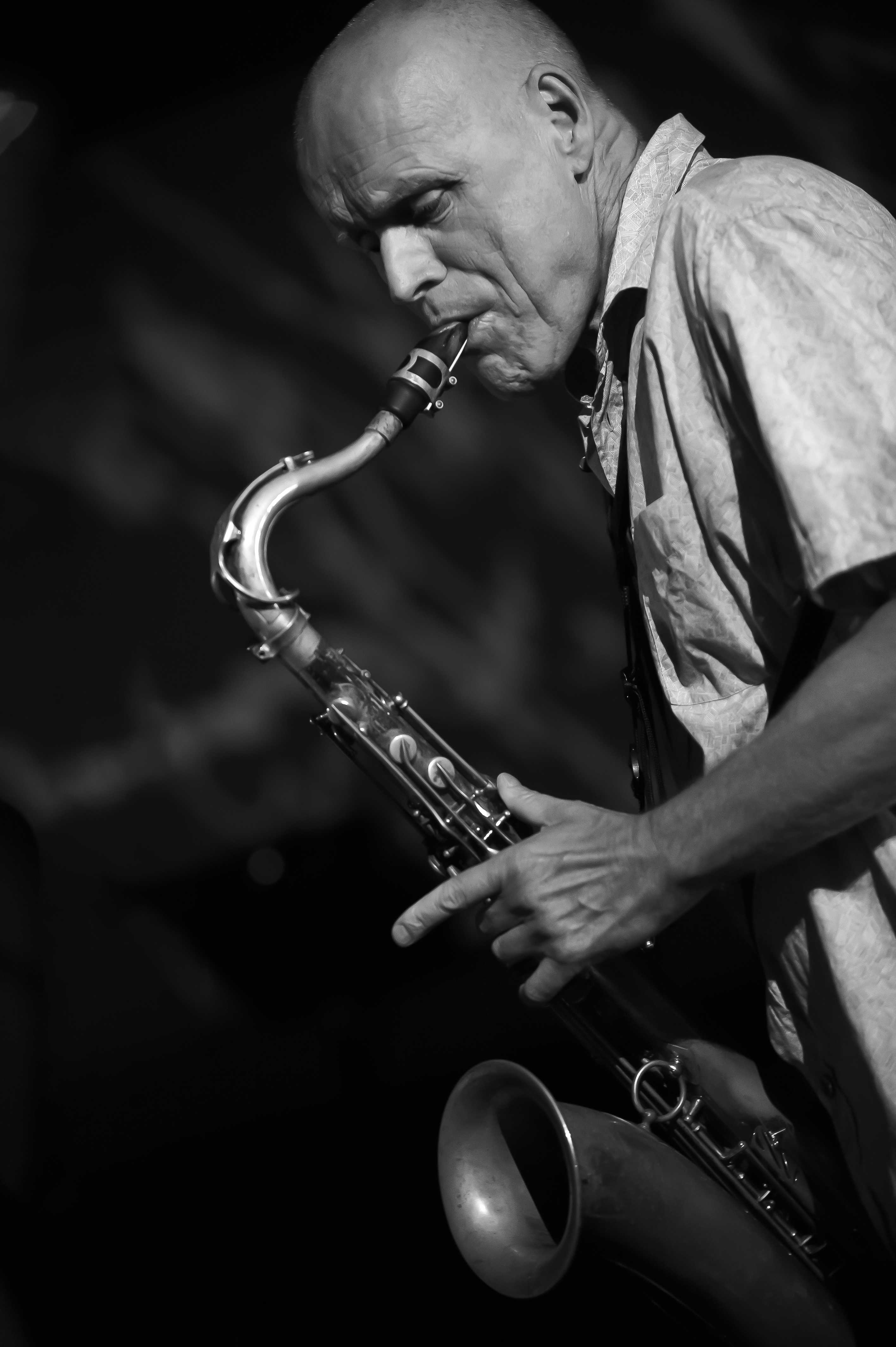
Gebhard Ullmann auf dem New Yorker Vision Festival 2017

Die musikalischen Wellen, die vorwärts rauschen und auf das Innenohr einschlagen, würden eine wunderbare Gravitas ausstrahlen und Klangfarben und Texturen wie brillante, flüchtige Schlieren auf der Leinwand der Musik verteilen, schrieb Raul d'Gama Rose in All About Jazz. Die beeindruckende Dichte von Steve Swells Posaunenspiel, die die Luft in großen Klangkreisen zerteile und um das Knurren von Gebhard Ullmanns Tenorsaxophon wirbele, bringe begleitende, fast rituelle Anmut mit sich, die wie ein unerwarteter Zauber wirke. Knurren würde mit dem tiefen Brüllen von Ullmanns Bassklarinette abwechseln. So tauche der Charakter dieser Musik auf News? No News! wie ein moderner Poseidon auf und schlage so einen brandneuen Kurs in der austrocknenden urbanen Klanglandschaft ein.
Trotz der Doppelspitze des Quartetts würden diese vier Veteranen mit der demokratischen Freundlichkeit eines wahren Kollektivs interagieren, lobte Troy Collins (All About Jazz). Ullmanns und Swells Vorliebe für polyphone Harmonien, abstruse strukturelle Umwege und dramatische Tempowechsel, die unvorhersehbare Arrangements mit lyrischem Selbstvertrauen ermutigen, werde durch die robusten und elastischen Beiträge des Bassisten Hilliard Greene und des legendären Schlagzeugers Barry Altschul bereichert. Die spannende Interaktion zwischen den Co-Leadern sei eine elektrisierende Kraft auf dem gesamten Album. Deren energischen Wortwechsel würden durch die virtuose Spieltechnik von Greene und Altschul begünstigt, die für eine unaufhörliche Vorwärtsdynamik sorge – die sowohl durch frei umherschweifende Improvisationen als auch durch asymmetrische Taktarten und flotte Free-Bop-Läufe fesselnd sei.
Der Free Jazz dieser vier Musiker habe zwar viel mit dem Free Jazz der Sechzigerjahre gemeinsam – aber das Verhältnis von freier Improvisation, Kalkül und sorgfältiger Komposition sei 50 Jahre nach Ornette Colemans LP Free Jazz: A Collective Improvisation (1961) und den oft brachialen Folgeproduktionen bei den Ullmann/Swell 4 völlig anders, urteilte Werner Stiefele in Rondo. Hier gebe es nicht nur am Anfang und Ende eines Stücks, sondern auch an vielen Stellen zwischendurch sorgfältig ausgeführte, geplante Passagen – und die freien Improvisationen seien so sensibel aufeinander abgestimmt. Die Flamme des freien Jazz würde brennen, wenn sich – meist getragen von einem festen Puls – ekstatische, überblasene Spieltechniken und wohlgeformte Sounds der Bläser mit den Klängen von Bass und Schlagzeug vereinen. Diese Musik habe mit jener „Kaputtspielen“-Spielweise der Sechziger nicht das Geringste zu tun. Sie entspreche vielmehr dem amerikanischen Verständnis des Free Jazz, jenseits des Gängigen neue konstruktive Spielformen zu entwickeln und die persönlichen Empfindungen besonders intensiv, deutlich und unvermittelt in Klang umzusetzen. In den zehn Stücken würden sich Disziplin und freie Ausdruckskraft mit viel Feingefühl für klangliche und emotionale Nuancen paaren.
Wenn man das Album News? No News! der Ullmann-Swell 4 hört, sei es kaum möglich, zu entscheiden, ob die erlesensten Teile komponiert oder rein improvisiert sind, meinte Mark Corroto (All About Jazz). Bei solch einem Talent, das hier in dieser Mini-Supergruppe zu hören sei, bestehe die daraus resultierende extreme Freude vielleicht darin, diesem Tauziehen freien Lauf zu lassen. Zusammen würden sie ein Team von furchterregenden und einschüchternden Musikern bilden, die in der Lage seien, Musikgenres – ob Jazz oder Blues, frei oder reglementiert – zu absorbieren und ein überzeugendes Loblied abzuliefern.